# بهنام لایق‌پور
بهنام لایق‌پور (۸ بهمن ۱۳۶۴ – ۳۰ شهریور ۱۴۰۱) شهروند ایرانی بود که در جریان خیزش ۱۴۰۱ ایران توسط نیروهای امنیتی جمهوری اسلامی کشته شد.

## زندگی
بهنام لایق‌پور متولد ۸ بهمن ۱۳۶۴ در رشت بود. او در شهر رشت، سالن تتو و پیرسینگ داشت و در صفحهٔ اینستاگرامی خود، اعلام کرده‌بود به‌خاطر کشته‌شدن مهسا امینی و خیزش ۱۴۰۱ ایران، فعالیت خود را تعلیق کرده. او دوست‌دختری به نام «غزل» داشت که می‌خواست تا قبل از نوروز ۱۴۰۲ با او ازدواج کند.

## کشته‌شدن
بهنام زخمی روی زمین افتاده بود و یکی از مامورها با اسلحه بالای سرش ایستاده بود و نمی‌گذاشت کسی به او کمک کند.— یک منبع آگاه به رادیو زمانه
در تاریخ ۳۰ شهریور در جریان اعتراضات در شهر رشت، بهنام لایق‌پور که برای انجام کار خود به بیرون رفته‌بود، نیروهای امنیتی به مردم یورش می‌برند و از فاصلهٔ نزدیک به بهنام لایق‌پور شلیک می‌کنند. به گزارش رادیو زمانه، مأموران با اسلحه بالای سر بهنام ایستاده بودند تا کسی به کمک وی نرود و می‌گفتند «هر کسی برای کمک جلو بیاید، می‌زنیمش…» به گزارش رادیو زمانه نیروهای امنیتی دو بار با گلوله ساچمه‌ای به گلو و قفسه سینه بهنام لایق‌پور شلیک کردند و تمام صورت و گلوی او پر از ساچمه بوده است. به همین دلیل، گلوله‌ها شریان گلو را پاره کرده و ساچمه‌ها به داخل ریه او نفوذ کرده بود. پس از سه روز، پیکر بهنام لایق‌پور به خانواده‌اش تحویل داده‌شد و آنها مجبور شدند که باید بهنام لایق‌پور را در گورستان «بهشت رضوان رشت» در جادهٔ قزوین-رشت به خاک بسپارند همچنین به آنها اعلام شد که اجازهٔ برگزاری مراسم را هم نخواهند داشت. اما در مراسم خاکسپاری بهنام لایق‌پور، تعداد زیادی از معترضان حضور داشتند.